# Humerana
Humerana és un gènere d'amfibis anurs de la família Ranidae.

## Distribució
Aquest granota asiàtic es troba distribuït per l'orient de Nepal i Bangladesh, en zones de baixa altitud, en el noreste de l'Índia, sud-est de Bhutan, nord i sud de Myanmar i sud de la península de Malaca.

## Taxonomia
- Humerana humeralis (Boulenger, 1887)
- Humerana miopus (Boulenger, 1918)
- Humerana oatesii (Boulenger, 1892)